# 山崎元幹
山崎 元幹（やまざき もとき、1889年（明治22年）7月7日 - 1971年（昭和46年）1月24日）は昭和期の実業家。南満洲鉄道株式会社（満鉄）最後の総裁としてその終戦処理をおこなった。

## 満鉄総裁までの経歴
福岡県糸島郡福吉村（現・糸島市二丈地域）出身。名前の読みは「もとき」であるが「げんかん」と音読みするものが多かったという。唐津中学、第一高等学校英法科、東京帝国大学法科大学政治学科を首席卒業。
1916年（大正5年）5月、満鉄に入社し、総務部に勤務。1921年（大正10年）8月から1923年（大正12年）9月にかけて、欧米に留学する。帰国後は社長室文書課勤務となる。1925年（大正14年）6月、撫順炭鉱参事に移り、翌年8月には撫順炭鉱庶務課長を務めた。
1927年（昭和2年）10月、社長室文書課に課長として復帰（1929年6月に、満鉄トップの役職名が社長から総裁に変わったことで総裁室文書課長）。1930年（昭和5年）6月、交渉部渉外課長となり、1931年（昭和6年）7月、総務部次長に進む。
1932年（昭和7年）10月、理事に就任したが、1936年（昭和11年）10月に辞職した。
1937年（昭和12年）9月、満洲国政府が設立した国策会社である満洲電業の副社長に就任し、4年半務める。
1942年（昭和17年）4月、副総裁として満鉄に復帰。1945年（昭和20年）4月、総裁の小日山直登が辞任（鈴木貫太郎内閣の運輸通信大臣就任）したことに伴い、総裁代行となり、5月5日に正式に満鉄総裁に就任した。

## ソ連軍侵攻と満鉄の終戦処理
1945年（昭和20年）8月9日 ソ連軍が満洲に侵攻開始（ソ連対日参戦）。満鉄は関東軍大陸鉄道司令官の指揮下に入る。
8月15日、日本の降伏を伝える詔書が発せられ、2日後の8月17日に竹田宮恒徳王が東京から当時の満洲国首都である新京（現・長春）に飛来し、関東軍に終戦の勅旨を伝える。大陸鉄道司令部は任務を停止。同日午前10時、山崎は関東軍総司令部に山田乙三総司令官を訪問。山田は丸腰姿で山崎に、「既に一切の権限を失った者として、今後満鉄のことはすべて総裁に任せる以外にない」と告げたという。これにより、満鉄総裁は満鉄の全機能を挙げて終戦処理に当たることになった。
8月20日、ソ連軍司令官ミハイル・コワリョフ大将、新京駐屯軍司令官カルロフ少将が新京に到着。その事態を受け、山崎は全満鉄社員に以下のような布告を発する。その内容は概略次の通りである。
- 関東軍は天皇の意思を尊重し、全軍の戦闘行動を停止した。私も天皇陛下の意思を尊重して輸送の秩序を維持し、在満邦人と満洲の安寧保全に努力したい。
- 鉄道、生産施設の管理、社員の保護に関しては、私は全責任をもってソ連軍との交渉に当たる。各員は現職に止まり、輸送及生産機能の確保に努めてほしい。
- 社員とその家族の保護に関しては、現地防衛軍と日本人保護機関と協調して、万策を尽くす。
- ソ連の進駐に当たっては、天皇の意志を尊重し一切の軽挙を戒め、ソ連の希望にそうようにしてほしい。
- 大東亜戦争四年間の各員の献身奮闘と、日ソ戦争状態勃発後に於ける勇戦奮闘に対し、心から感謝の意を表すると共に皇軍戦没将士と殉職社員の霊を慰めてくれることを切望する。

この日夕刻、山崎は社員を本部屋上に集め、社歌斉唱の裡に最後の社旗降納を行なった。午後6時、山田はコワリョフと会見し、停戦協定が成立した。山崎もコワリョフに会見し、満鉄従業員はみな現職に止まれとの指示を受ける。これに対し、山崎は総裁としての要請事項をメモにして渡した。
同日23時、山崎は再びコワリョフと会見し、下記の約束をとりつけた。これにより、混乱した満洲に一定の秩序がもたらされた。
- 満鉄は元の体制のままでソ連軍に協力する。
- ソ連側は満鉄社員とその家族の生命財産を保障する。
- ソ連側は従業員に給与を支給する。

8月27日、中華民国およびソビエト連邦両国の放送は中ソ友好同盟条約の締結を発表した。この中には、南満洲鉄道の後身となる中国長春鉄路の両国による30年間の共同経営が含まれていた。これは満鉄の解体を意味した。発効は12月3日の予定であった。
8月31日、満鉄の大連本社で中国長春鉄路のソ連側接収委員一行と在大連箇所長団とが接収に関する会談を行い、合意が成立する。9月12日には哈爾濱駐在交通人民委員部ジュラヴィヨフ少将から全満の鉄道の管理形態を示された。この間、9月2日には満洲奥地から大量の日本人難民を撫順炭鉱に収容する旨を、炭鉱側に伝えている。
9月22日、中国長春鉄路のソ連代表カルギン中将が長春に着任。中国長春鉄路理事会が長春におかれる。カルギンが副理事長に、ジュラヴィヨフが同管理局長に任命された。カルギンからこの日、山崎に次の指示が出された。
- 本日午前11時以降、ハルビン・旅順間の鉄道幹線は中ソの協定によりカルギンが管理する。
- 重要事項はカルギンの指揮を受けられたい。

これが、実質的な満鉄の終焉だった。山崎は43人の社員を各局に主席監察および補佐として送り込むとともに、治安の確保について強硬に要求した。この日、山崎は全社員に長文の訓示を出し、綱紀の粛正および道義の確立を説いた。
翌9月23日からソ連交通関係者と満鉄の担当者との間で引継・引渡しが開始された。9月28日、満鉄新京本部の玄関の標札が除去された。
満鉄は実質的に消滅したが、新しい管理者にはその手足となって鉄道を動かす人員がなく、施設を動かすためには元の満鉄社員を利用せざるを得なかった。ここに日本人留用、すなわち満鉄職員をただちに帰国させず現地に留め、鉄道運行の業務に従事させる必要が起こった。
山崎自身も1947年（昭和22年）まで留用される。元満鉄社員の殆どの留用が終わったのは1948年（昭和23年）6月であった。

## 帰国後
日本に引き揚げ後、山崎は小田原に居を構え、隠棲した。財団法人満鉄会を創設した。
小田原市立図書館に「山崎元幹文庫」を寄贈している。没後に満鉄会編で、以下が出版された。
- 『満鉄最後の総裁　山崎元幹』　文集及び年譜を収む、非売品。1973年
- 山崎元幹・田村羊三　『思い出の満鉄』　満鉄会叢書1：龍渓書舎、1986年

## 家族
妻は元枢密院副議長荒井賢太郎の三女須磨。

## 栄典
外国勲章佩用允許
- 1943年（昭和18年）12月10日 - 満州国：勲二位柱国章（中国語版）[1]